# Hangest-sur-Somme
Hangest-sur-Somme és un municipi francès situat al departament del Somme i a la regió dels Alts de França. L'any 2007 tenia 678 habitants.

## Demografia

### Població

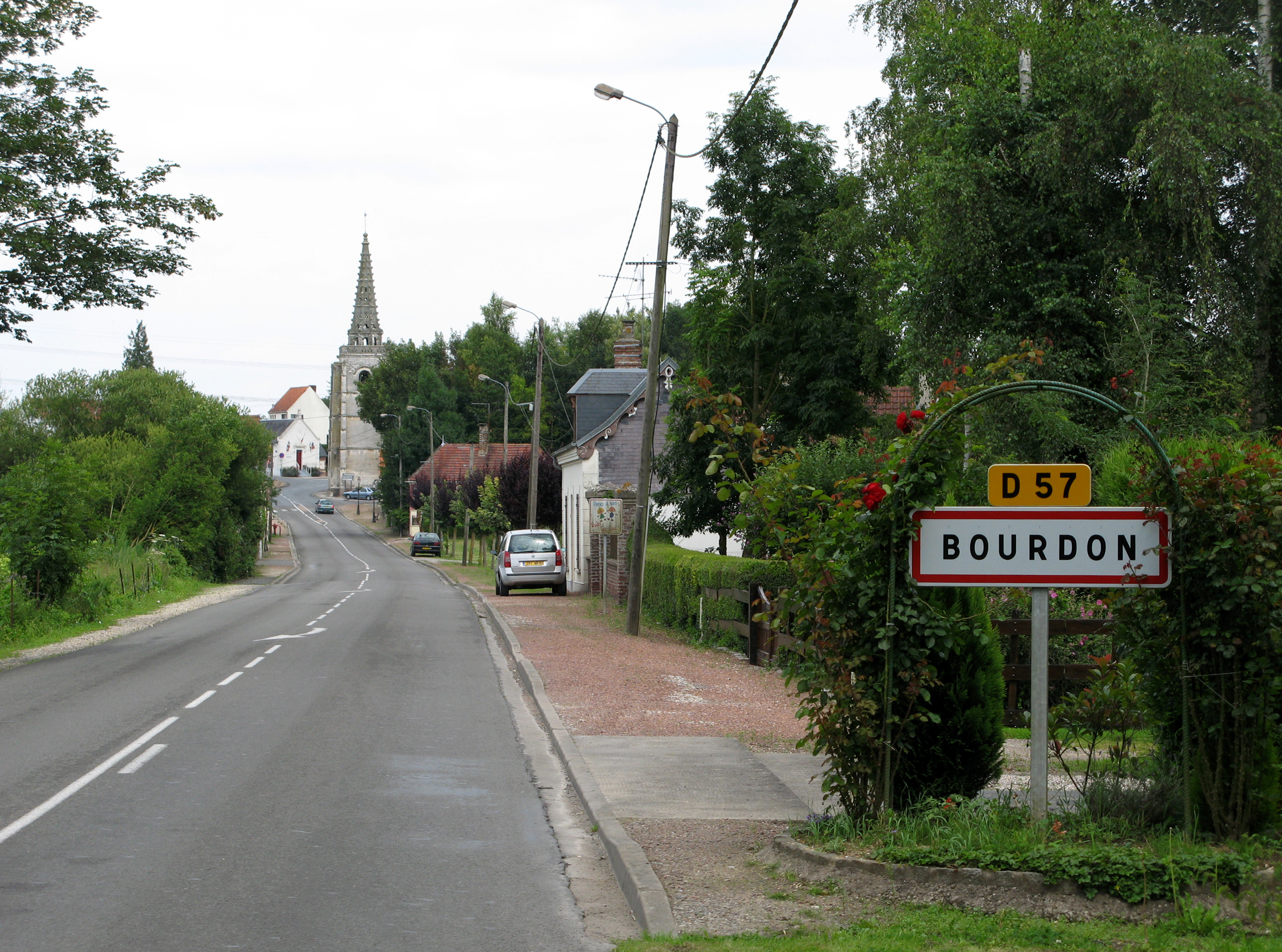

El 2007 la població de fet de Hangest-sur-Somme era de 678 persones. Hi havia 258 famílies de les quals 56 eren unipersonals (32 homes vivint sols i 24 dones vivint soles), 95 parelles sense fills, 99 parelles amb fills i 8 famílies monoparentals amb fills.
La població ha evolucionat segons el següent gràfic:
Habitants censats

### Habitatges
El 2007 hi havia 280 habitatges, 263 eren l'habitatge principal de la família, 7 eren segones residències i 9 estaven desocupats. 279 eren cases i 1 era un apartament. Dels 263 habitatges principals, 225 estaven ocupats pels seus propietaris, 29 estaven llogats i ocupats pels llogaters i 9 estaven cedits a títol gratuït; 4 tenien dues cambres, 32 en tenien tres, 83 en tenien quatre i 144 en tenien cinc o més. 169 habitatges disposaven pel capbaix d'una plaça de pàrquing. A 116 habitatges hi havia un automòbil i a 110 n'hi havia dos o més.

### Piràmide de població

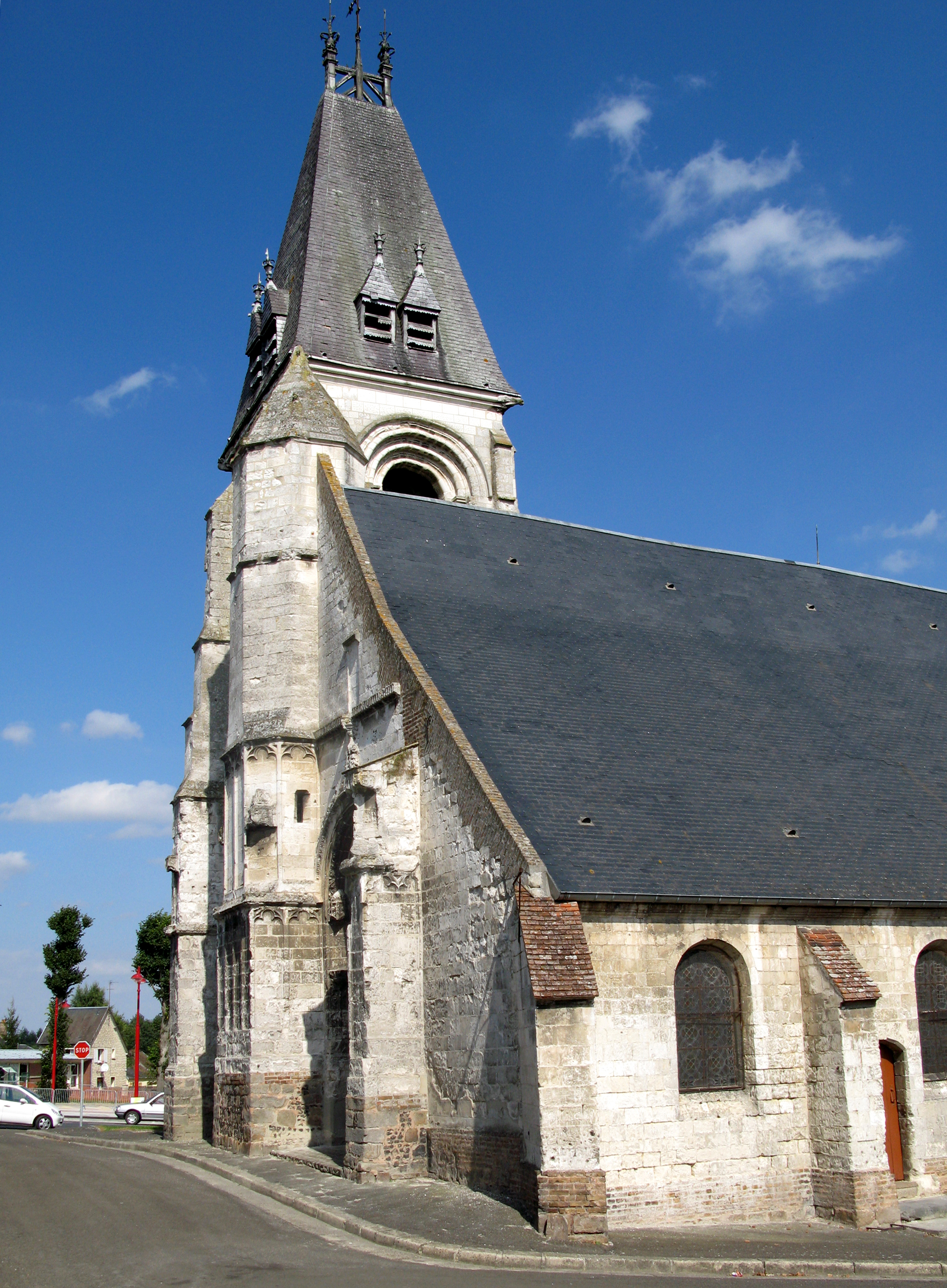

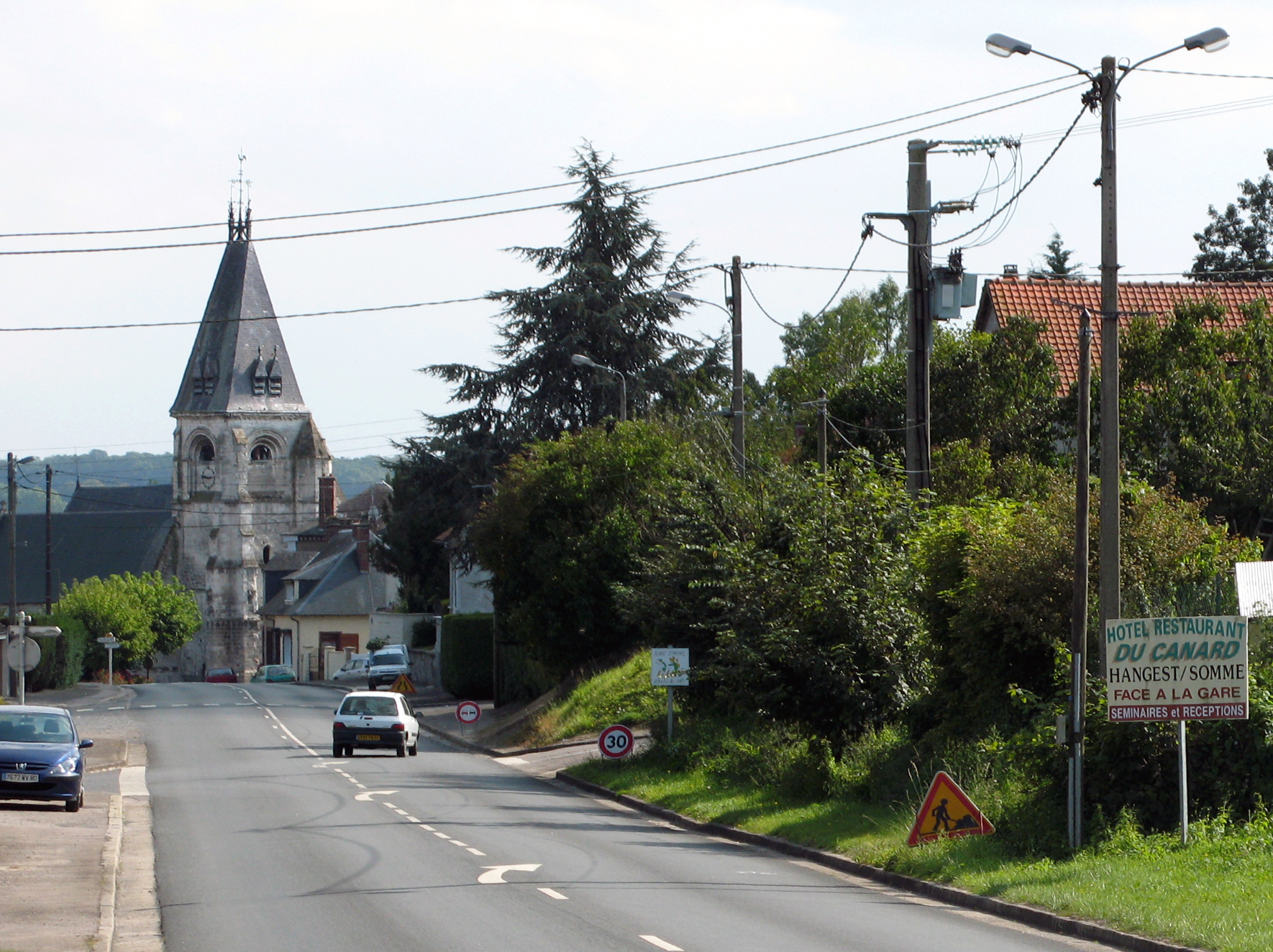

La piràmide de població per edats i sexe el 2009 era:
| Homes | Edats   | Dones |
| ----- | ------- | ----- |
| 0     | 95 o +  | 0     |
| 4     | 90 a 94 | 0     |
| 8     | 85 a 89 | 0     |
| 8     | 80 a 84 | 16    |
| 16    | 75 a 79 | 12    |
| 12    | 70 a 74 | 20    |
| 12    | 65 a 69 | 12    |
| 12    | 60 a 64 | 16    |
| 24    | 55 a 59 | 28    |
| 20    | 50 a 54 | 20    |
| 20    | 45 a 49 | 32    |
| 36    | 40 a 44 | 28    |
| 28    | 35 a 39 | 24    |
| 24    | 30 a 34 | 24    |
| 24    | 25 a 29 | 4     |
| 24    | 20 a 24 | 16    |
| 20    | 15 a 19 | 40    |
| 16    | 10 a 14 | 32    |
| 32    | 5 a 9   | 16    |
| 8     | 0 a 4   | 12    |

## Economia

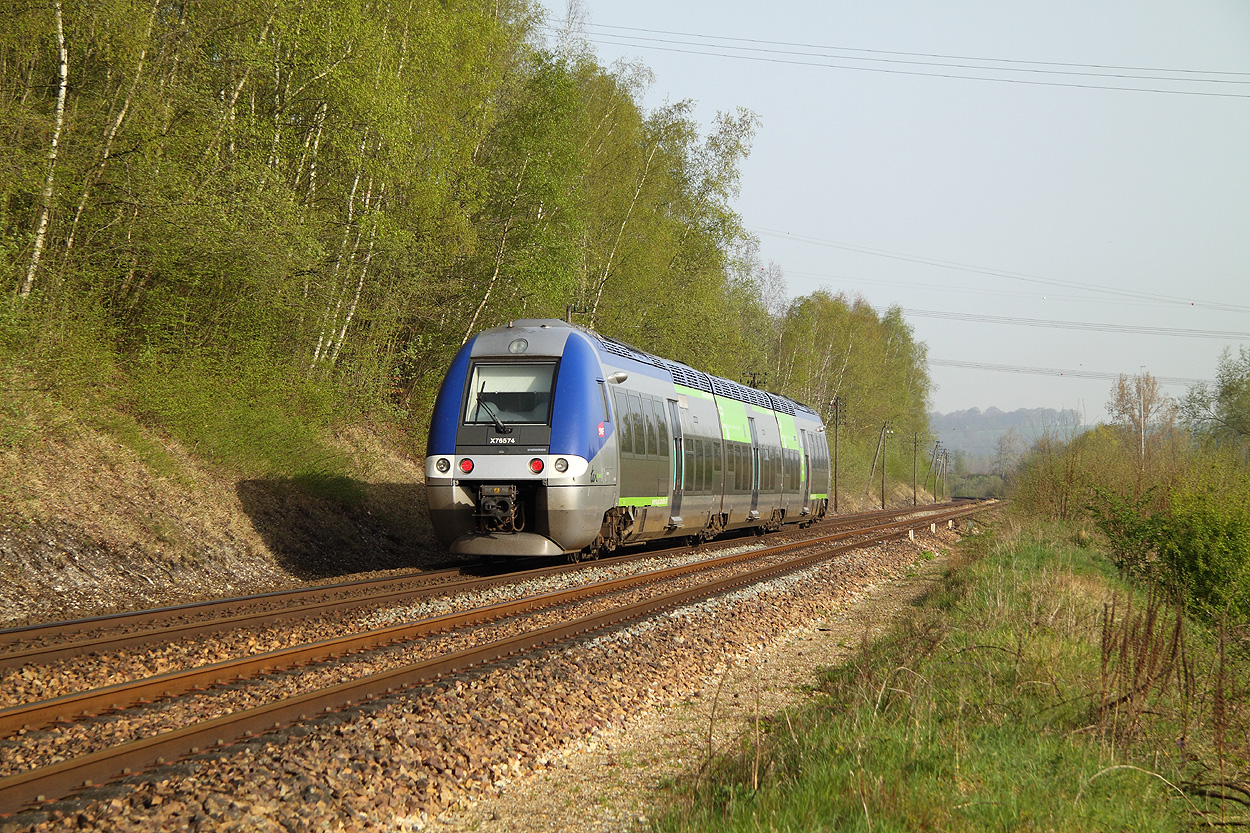

El 2007 la població en edat de treballar era de 450 persones, 323 eren actives i 127 eren inactives. De les 323 persones actives 280 estaven ocupades (157 homes i 123 dones) i 43 estaven aturades (20 homes i 23 dones). De les 127 persones inactives 44 estaven jubilades, 39 estaven estudiant i 44 estaven classificades com a «altres inactius».

### Ingressos
El 2009 a Hangest-sur-Somme hi havia 276 unitats fiscals que integraven 694 persones, la mediana anual d'ingressos fiscals per persona era de 17.569,5 €.

### Activitats econòmiques
Dels 15 establiments que hi havia el 2007, 2 eren d'empreses alimentàries, 1 d'una empresa de construcció, 2 d'empreses de comerç i reparació d'automòbils, 5 d'empreses de transport, 1 d'una empresa d'hostatgeria i restauració, 1 d'una empresa financera, 1 d'una empresa de serveis i 2 d'empreses classificades com a «altres activitats de serveis».
Dels 2 establiments de servei als particulars que hi havia el 2009, 1 era una oficina de correu i 1 perruqueria.
Dels 2 establiments comercials que hi havia el 2009, 1 era una botiga de menys de 120 m² i 1 una fleca.
L'any 2000 a Hangest-sur-Somme hi havia 16 explotacions agrícoles que ocupaven un total de 869 hectàrees.

## Equipaments sanitaris i escolars
El 2009 hi havia una escola elemental.

## Poblacions més properes
El següent diagrama mostra les poblacions més properes.